# 로드리게스 훈련장
로드리게스 훈련장(-訓練場, 영어: Rodriguez Live Fire Complex)은 영평 훈련장(永平訓練場)으로도 알려진 경기도 포천시 영중면 영평리에 있는 주한 미군 제8군의 관할 훈련시설이다. 1,322만 m2, 약 450만평의 면적으로 설정되어 있다.
매번 주한 미군은 이 곳에서 훈련할 때마다 각종 소음 문제로 거주민들과 마찰이 있었고, 이 문제로 2014년 1월 13일에 제8사단이 중계하여 주한 미군의 훈련 일정을 미리 거주민들에게 알리므로서 피해를 최소화하기 위한 양해각서를 채결하였다.
2016년에 캠프 험프리스로 내려갈 예정인 제210야전포병여단를 장사정포의 사정거리에 대응하는 문제로 2014년 9월 22일에 이 곳으로 이주시키는 방안도 논의되었으나 취소되었다.

## 같이 보기
- 주한 미군의 시설 목록
- 승진 훈련장 - 옛 나이트메어 사격장

## 참고
1. ↑  박석진 (2010년 3월 11일). “한미 '시가전.실사격' 훈련과 경기북부 훈련장”. 통일뉴스. 2014년 11월 29일에 확인함.
2. ↑  “포천 영평훈련장 주민 불편 줄어들까”. 포천일보. 2014년 1월 9일. 2015년 2월 27일에 원본 문서에서 보존된 문서. 2014년 11월 29일에 확인함.
3. ↑  박병진 (2014년 9월 22일). “軍 '美 210화력여단' 포천 이전 검토”. 세계일보. 2014년 10월 17일에 확인함.
4. ↑  권상은 (2014년 10월 24일). “［戰作權 전환 재연기］ 北 장사정포 타격할 다연장로켓(사거리 32~45km) 평택으로 옮기면 無用之物 될판”. 조선일보. 2014년 10월 24일에 확인함.

- “Korea Training Center” (영어). globalsecurity.org. 2014년 11월 29일에 확인함.